# Renault 18
Renault 18 — автомобілем середнього розміру, що виготовлявся французьким виробником Renault з 1978 по 1986 рік. Всього було виготовлено 2 028 964 авто.

## Опис

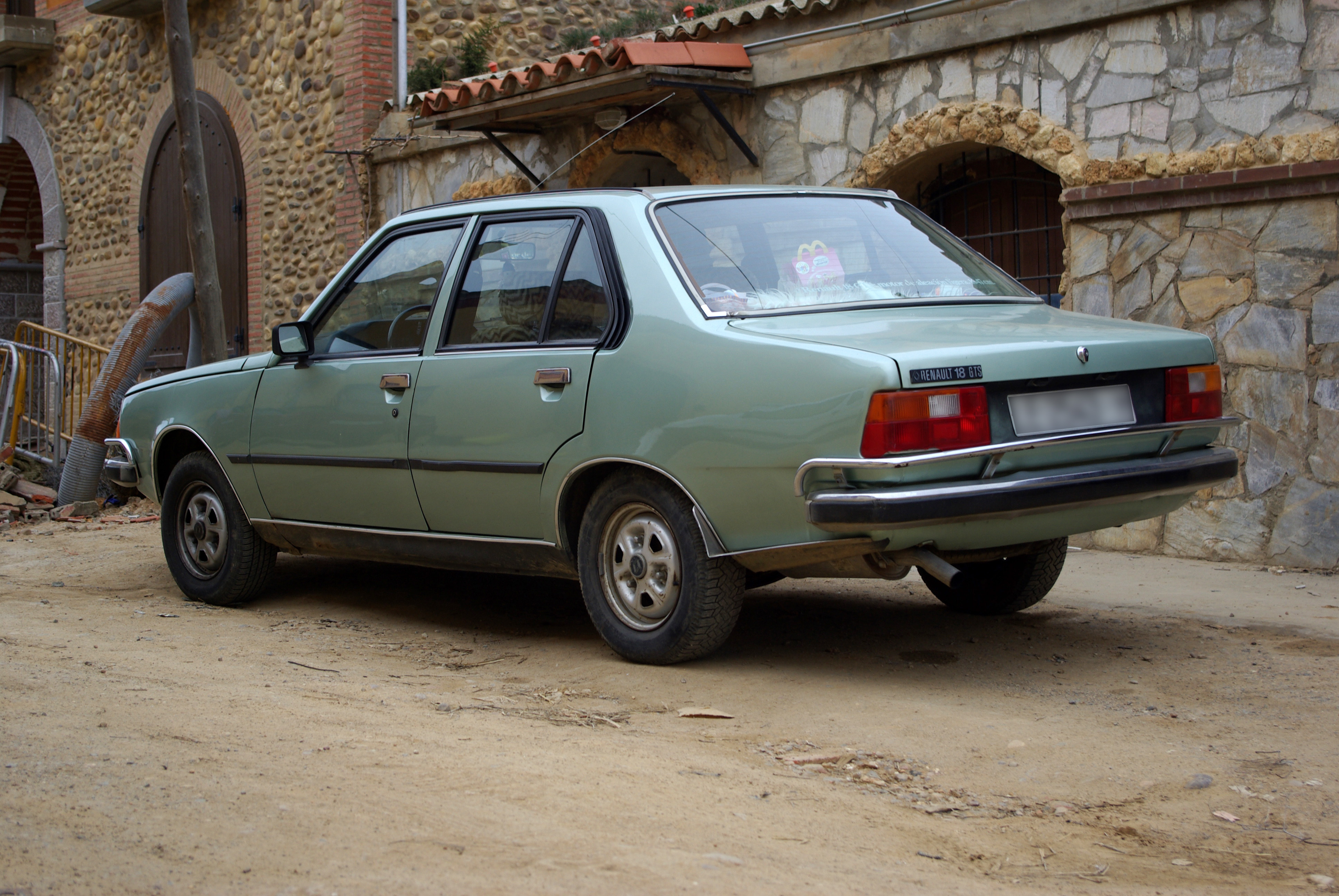
Renault 18 GTS

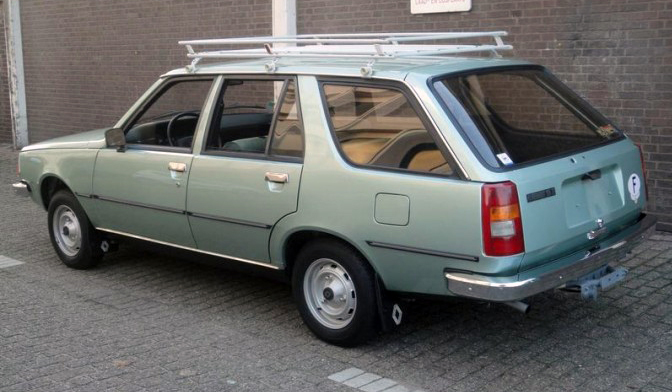
Renault R18 TL Break

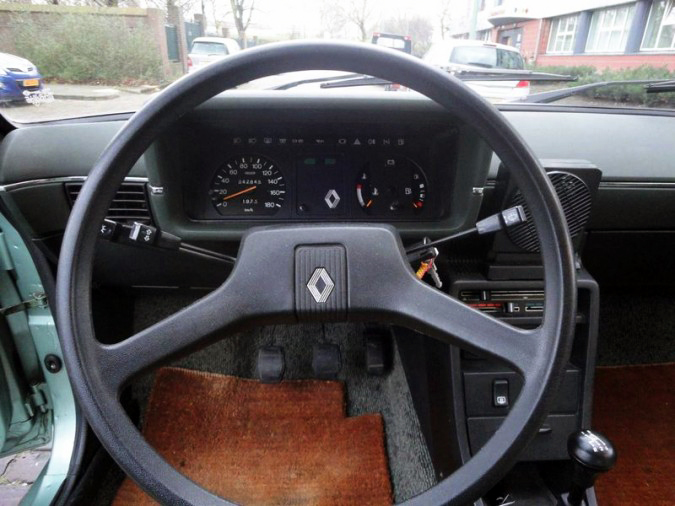
Салон

Його дизайн створив стиліст Гастон Юшет.
Renault 18 виготовлявся у Франції на заводі Renault у Флінсі поблизу Мантеса у відділенні Yvelines.
Автомобіль створено на базі свого попередника Renault 12, а тому має поздовжній двигун з бічним розподільчим валом і жорстку задню вісь. Renault 18 зберігає класичні бампери, але більше округлений і тому виглядає більшим. Його відносна легкість, незважаючи на хорошу ширину та аеродинамічний профіль, забезпечує хорошу максимальну швидкість.
Renault 18 був розроблений досить швидко, час між його початковим проєктом та його фактичним запуском склав всього вісімнадцять місяців. Незважаючи на те, що Renault 12 був виготовлений у багатьох країнах світу, 18 був першим Renault, який насправді виготовлявся у всьому світі. Рекламний слоган звучав «Renault 18: міжнародна вимога». За межами Франції машину продовжували випускати в Аргентині, Австралії, Колумбії, Кот-д'Івуарі, Мексиці, Марокко, Іспанії, Уругваї та Венесуелі.
На початку 1980-х років Renault 18 був найбільш продаваним сімейним автомобілем у Франції. Після запуску Renault 9 і Peugeot 305 2-ї серії продажі моделі скоротилися. У 1986 році Renault 18 замінено на 21. Проте через триваючий експорт 2-літрових бензинових моделей виробництво було зупинено лише у 1989 році у Франції.
Купе Renault Fuego тісно пов'язане з Renault 18, що включає платформу та 1,4-літровий, 1,6-літровий, 2-літровий і 2,1-літровий двигуни.